# Bataille de Dalan-baljout
La bataille de Dalan-baljout, Dalan Balzhut ou Dalan Baljut (Далан Балжуд en mongol) est l'une des premières batailles livrées par Tèmudjin (le futur Gengis Khan) après son élévation au rang de khan des Mongols. Elle l'oppose à son ancien ami et allié Djamouqa, qui ambitionne également de dominer les clans mongols. Djamouqa l'emporte et contraint Tèmudjin à la fuite, mais la cruauté dont il fait preuve à l'égard des vaincus lui aliène une partie de ses alliés.

## Contexte
Amis d'enfance et frères de sang (anda), Tèmudjin et Djamouqa sont tous deux de jeunes guerriers ambitieux. Le second bénéficie d'une meilleure position que le premier : il lui est notamment venu en aide avec ses hommes lorsque sa jeune épouse Börte est enlevée par les Merkit. Après cet incident, Tèmudjin et ses partisans vivent quelque temps dans la suite de Djamouqa, mais leur bonne entente se fissurent et ils finissent par se séparer.
En position d'infériorité vis-à-vis de son anda, allié des principaux chefs de clans mongols, Tèmudjin attire à lui des individus de basse extraction pour grossir les rangs de sa suite et se fait connaître pour sa générosité. Pour renforcer son charisme naturel, il se fait présenter comme l'élu du ciel par les chamanes tengristes. Il parvient à se faire décerner le titre de khan lors d'un grand qouriltaï, mais Djamouqa refuse de le reconnaître.

## Déroulement
L'affrontement entre les deux frères de sang éclate à la suite d'un vol de chevaux ayant mal tourné et causé la mort de Taïtchar, le frère de Djamouqa, qui réunit aussitôt ses troupes. Les deux armées s'affrontent à Dalan-baldjout, « les Soixante-Dix Marais », près des sources de l'Onon. La datation de ces événements n'est pas assurée, mais la bataille pourrait avoir eu lieu en 1187 ou 1190.
L'Histoire secrète des Mongols rapporte que Tèmudjin est vaincu et doit prendre la fuite dans les montagnes. Djamouqa ne le poursuit pas, mais il inflige des châtiments particulièrement cruels à ses alliés du peuple tchino (en). Soixante-dix d'entre eux, faits prisonniers, sont ébouillantés vifs dans des marmites, tandis qu'un de leurs chefs est décapité et sa tête suspendue à la queue du cheval de Djamouqa.
Dans son Jami al-tawarikh, l'historien persan Rashid al-Din inverse le récit : selon lui, c'est Tèmudjin qui remporte la bataille et commet ces actes cruels. Il semble s'agir d'une confusion de sa part.

## Conséquences
La bataille de Dalan-baljout n'a rien de décisif dans l'affrontement entre Tèmudjin et Djamouqa. En revanche, la cruauté dont fait part Djamouqa à l'égard des vaincus choque la population mongole, qui se montre d'autant plus prompte à rallier Tèmudjin.